# Sunny Johnson
Sunny Johnson est une actrice américaine, née le 21 septembre 1953 à Bakersfield (Californie), décédée le 19 juin 1984 à Los Angeles (Californie) d'une rupture d'anévrisme alors qu'elle n'avait que 30 ans.
On se souvient surtout de son rôle de Jeanie Szabo, l'amie d'Alex (Jennifer Beals) dans la comédie musicale Flashdance (1983).

## Filmographie
- 1977 : Drôles de dames (TV) : Marie, dans l'épisode 2.11 « Ma petite dame » (Angel Baby)
- 1978 : American College (Animal House) : Otter's Co-Ed
- 1978 : Almost Summer (en)
- 1980 : Where the Buffalo Roam d'Art Linson : Lil / Infirmière
- 1980 : The Golden Moment: An Olympic Love Story (TV)
- 1980 : Why Would I Lie ?
- 1980 : Dr. Heckyl and Mr. Hype (en) : Coral Careen
- 1981 : The Night the Lights Went Out in Georgia (en) : Melody Bartlett
- 1983 : Flashdance : Jeanie Szabo
- 1984 : The Red-Light Sting (TV) : Sonia